# Agathocle de Chios
Pour les articles homonymes, voir Agathoclès.
Agathocle de Chios (en grec ancien Ἀγαθοκλῆς) est un agronome grec d'époque hellénistique.

## Notice biographique
Originaire de l'île de Chios, vraisemblablement postérieur à Aristote, très peu de choses sont connues de cet auteur, déjà obscur aux auteurs qui le citent, notamment les agronomes latins Varron, Pline l'Ancien et Columelle dans des listes d'auteurs ayant traités de l'agriculture, sans plus de précision.